# اوزت (واشینگتن)
اوزت (به انگلیسی: Ozette) یک منطقهٔ مسکونی در ایالات متحده آمریکا است که در شهرستان کلالام، واشینگتن واقع شده‌است.